# Arquí
Arquí (en grec antic: Ἀρχῖνος, Arkhínos; en llatí: Archinus) fou un home d'estat i orador atenenc nascut al dem de Cele.
Era un dels principals membres del partit patriòtic atenenc que, juntament amb Trasibul i Ànit, va ocupar File i, al capdavant dels exiliats atenencs, va enderrocar el govern dels Trenta Tirans el 403 aC. Gràcies al seu consell, Trasibul va promulgar una amnistia general i, a més, va aconseguir que s'aprovés una llei que protegia als amnistiats de les denúncies dels sicofantes.
Encara que el nom de Trasibul enfosqueix el d'Arquí, els autors antics el consideraven més gran. Demòstenes diu que sovint encapçalava els exèrcits i que era un estadista nat. Quan Trasibul va proposar que es donés una corona d'or a un dels seus amics, es va oposar a aquesta mesura perquè la considerava il·legal. Sota el seu impuls l'any 403 aC, en l'arcontat d'Euclides, es va introduir en tots els documents l'alfabet jònic, segons recull l'enciclopèdia Suides.